# Víctor Hugo Angola
Víctor Hugo Angola Cadima (La Paz, Bolivia; 14 de agosto de 1986) es un futbolista boliviano que juega como delantero.

## Selección nacional
Fue internacional con la Selección de fútbol sub-20 de Bolivia en el Campeonato Sudamericano de Fútbol Sub-20 de 2005.

## Clubes
| Club          | País    | Año         |
| ------------- | ------- | ----------- |
| The Strongest | Bolivia | 2004 - 2005 |
| Guabirá       | Bolivia | 2007 - 2009 |
| La Paz FC     | Bolivia | 2010        |
| Real Potosí   | Bolivia | 2011 - 2012 |
| San José      | Bolivia | 2012        |
| Real Potosí   | Bolivia | 2013 - 2014 |
| Real América  | Bolivia | 2015 - 2016 |